# Treningstjärnarna (Frostvikens socken, Jämtland, 716477-145312)
Treningstjärnarna är en sjö i Strömsunds kommun i Jämtland och ingår i Ångermanälvens huvudavrinningsområde. Sjön har en area på 0,093 kvadratkilometer och ligger 532 meter över havet. Treningstjärnarna ligger i Frostvikenfjällen Natura 2000-område.

## Delavrinningsområde
Treningstjärnarna ingår i det delavrinningsområde (716436-145280) som SMHI kallar för Ovan 716513-145371. Medelhöjden är 549 meter över havet och ytan är 3,05 kvadratkilometer. Räknas de 8 avrinningsområdena uppströms in blir den ackumulerade arean 19,66 kvadratkilometer. Vattendraget som avvattnar avrinningsområdet har biflödesordning 5, vilket innebär att vattnet flödar genom totalt 5 vattendrag innan det når havet efter 284 kilometer. Avrinningsområdet består mestadels av skog (82 procent) och sankmarker (12 procent). Avrinningsområdet har 0,18 kvadratkilometer vattenytor vilket ger det en sjöprocent på 5,9 procent.